# 봄 방학
봄방학은 겨울이 지난 봄 시기에 교육현장에서 주어지는 방학이다. 학교에서 졸업식 및 종업식 후에 대략 1~2주일 간 학교를 쉬는 기간을 지칭한다. 서양에서는 부활절을 기준으로 1주일 정도 주어지며, 한국에서는 2월 중순부터 삼일절 전까지 주어진다. 다만 현재는 2월 학사일정이 많이 없어지면서 대신 5월에 단기방학을 하고 이를 봄방학으로 부르는 경우도 많아지고 있다.
대한민국에서는 한 학년이 3월에 시작하기 때문에 그 직전 월인 2월에 실시한다. 따라서 명칭은 봄방학(공식 명칭: 학년말 방학)이지만 실제로 봄에 하는 것은 아니다. 다만, 5월 초의 단기방학은 말 그대로 봄방학이다.
일본에서는 한 학년이 4월 둘째주부터 시작하기 때문에 그 직전 월인 3월 하순부터 약 2주 정도 실시한다. 
서양에서는 부활절(3월/4월) 앞뒤로 약 1주일간 봄 방학이 주어진다. 이를 봄 방학, 혹은 부활절 방학(Easter vacation)이라 부른다. 서양의 영향을 받은 다른 많은 국가들도 부활절을 기준으로 부활절 전후 봄 방학제를 시행한다.
중국, 북마케도니아 등에서는 실시되지 않는다.

## 같이 보기
- 여름 방학
- 가을 방학
- 겨울 방학